# Pere Codina i Mont
Pere Codina i Mont (Lloret de Mar, 31 d'octubre de 1880 − Buenos Aires, 25 de març de 1952) fou un actor de teatre català. Un dels seus personatges emblemàtics va ser el "Manelic" de Terra baixa d'Àngel Guimerà. També va actuar en castellà, tant a Espanya com a l'Amèrica Llatina.

## Biografia
Pere Codina i Mont va néixer, el 31 d'octubre de 1880, a la vila de Lloret de Mar. Era el més gran dels set fills que va tenir el matrimoni format per Jaume Codina (sabater, fill de Granollers) i Cristina Mont i Sureda (lloretenca). Pere Codina va passar la infantesa a Lloret de Mar, però durant l'adolescència la seva família es va traslladar a viure a Barcelona (on el seu pare va arribar a tenir una petita fàbrica de calçat i dues o tres botigues).
L'any 1896, Pere Codina va començar els seus estudis d'art dramàtic al Conservatori d'Isabel II. El 1899 va començar a actuar. Durant 1904 i 1905 va treballar al Teatre Català (posteriorment Teatre Romea) actuant en obres d'Àngel Guimerà com Mar i cel, Sol, solet… i Terra Baixa.
Posteriorment es va incorporar a la companyia de Fernando Díaz de Mendoza i María Guerrero, amb els quals va estar actuant a Madrid i a Amèrica, obtenint grans èxits. Va formar una companyia pròpia, la “Compañía Dramática Española” i, el 1910, va fer una tournée per Amèrica del Sud, amb un ampli repertori de 41 obres del teatre universal. L'any 1911 torna a Catalunya i treballa al Teatre Català Romea com a autor i director. Més endavant, s'integra a la companyia que Enric Borràs i Oriol tenia al Teatro Español de Madrid. Amb aquesta companyia va tornar a Amèrica. Durant uns anys la seva vida va ser un constant anar i venir d'Amèrica. També va portar la seva companyia de comèdia espanyola a les illes Filipines.
L'any 1925 es va casar amb l'actriu Teresa Grau Porta i ambdós van marxar cap a Amèrica. Allà va estar actuant, principalment a l'Argentina, tant amb companyia pròpia com aliena. Moltes vegades actuava també amb la seva dona. El 1930 va néixer el seu fill, Pere Codina Grau (Pedrito). Entre 1930 i 1934 Pere Codina va recórrer Xile, Bolívia, Uruguai, Argentina i Perú. Després va tornar a la península i va treballar de nou amb Enric Borràs al Teatre Català de la Comèdia (1936 i 1937). La temporada 1940-41 va retornar a Amèrica, i l'any 1945 es va establir definitivament a Argentina. Allà va començar a treballar, a partir de 1946, com a actor de cinema, compaginant-ho amb la seva tasca com a director d'escena del Teatro Liceo de Buenos Aires. El febrer de 1952 va participar en la inauguració del primer canal de la televisió Argentina. Va morir el 25 de març de 1952. Dos dies després fou enterrat al cementiri de la Chacarita, al costat d'altres artistes famosos, com Carlos Gardel.

## Premis i reconeixements
L'any 1941 va rebre el premi a la millor interpretació de l'any, atorgat pel Sindicato Español del Espectáculo de l'Argentina, pel seu paper a Hidalgo de Juan Hurtado. La Vila de Lloret de Mar li ha dedicat un carrer.